# Odin (Schiff, 1902)
Die Odin war ein deutsches Passagierdampfschiff.

## Geschichte
Die auf den Stettiner Oderwerken mit der Werftnummer 526 gebaute Odin wurde 1902 von der Stettiner Dampfschiffs-Gesellschaft J. F. Braeunlich in Dienst gestellt. Sie wurde bis 1908 auf der Linie Stettin–Saßnitz–Trelleborg, danach zwischen Stettin und den Seebädern Rügens eingesetzt. Die Kaiserliche Marine erfasste 1914 das Dampfschiff und setzte es mit der Bezeichnung Hilfsstreuminendampfer A als Minenschiff auf der Ostsee ein.
Nach dem Ersten Weltkrieg erhielt die Reederei ihr Schiff zunächst zurück, musste es aber am 14. März 1919 an Großbritannien abliefern. Das Schiff verblieb allerdings in Stettin und konnte 1920 von der Reederei zurückgekauft werden. Im November 1920 wurde die Odin für den Seedienst Ostpreußen als dessen größtes Schiff in Fahrt gebracht. Sie fuhr auf der Linie Swinemünde–Pillau.
Im September 1939 wurde die Odin von der Kriegsmarine requiriert und der U-Boot-Schule in Neustadt in Holstein zugewiesen. Sie diente als Ziel- und Sicherungsschiff, ab 1942 als Beischiff der Technischen Ausbildungsgruppe für Front-U-Boote („AGRU-Front“) in Hela. Aus nicht geklärten Gründen sank die Odin am 7. August 1944 während eines Schießausbildungseinsatzes in der Danziger Bucht auf der Position 54° 38′ 7″ N, 19° 32′ 5″ O.

## Technik
Zwei Dreifachexpansionsdampfmaschinen mit zusammen 2.200 PS Leistung trieben zwei Propeller an. Das Schiff erreichte damit eine Geschwindigkeit von 16 kn. Die für die große Küstenfahrt konzipierte Odin besaß eine spezielle Eisverstärkung.
Es konnten 1.400 Passagiere aufgenommen werden. Das Schiff hatte drei Gesellschafts-, einen Rauch-, einen Damen- und einen Speisesalon sowie ein Fürstenzimmer. Alle Räume, einschließlich der auf beiden Längsseiten des Hauptdecks angeordneten 52 Schlafkabinen der Ersten Klasse, waren mit elektrischem Licht ausgestattet.

## Kommandanten
| 1. August bis 25. Oktober 1914 | Kapitänleutnant Kurt Aßmann |